# 日本胡桃蛤
是弯锦蛤目银锦蛤科Nuculoma的一种。主要分布于中国大陆、台湾，常栖息在浅海沙底、水深42－105米。